# باول جورمان (كاتب)
باول جورمان (بالإنجليزية: Paul Gorman)‏ هو كاتب وصحفي بريطاني، ولد في 1959.